# Butterkuchen

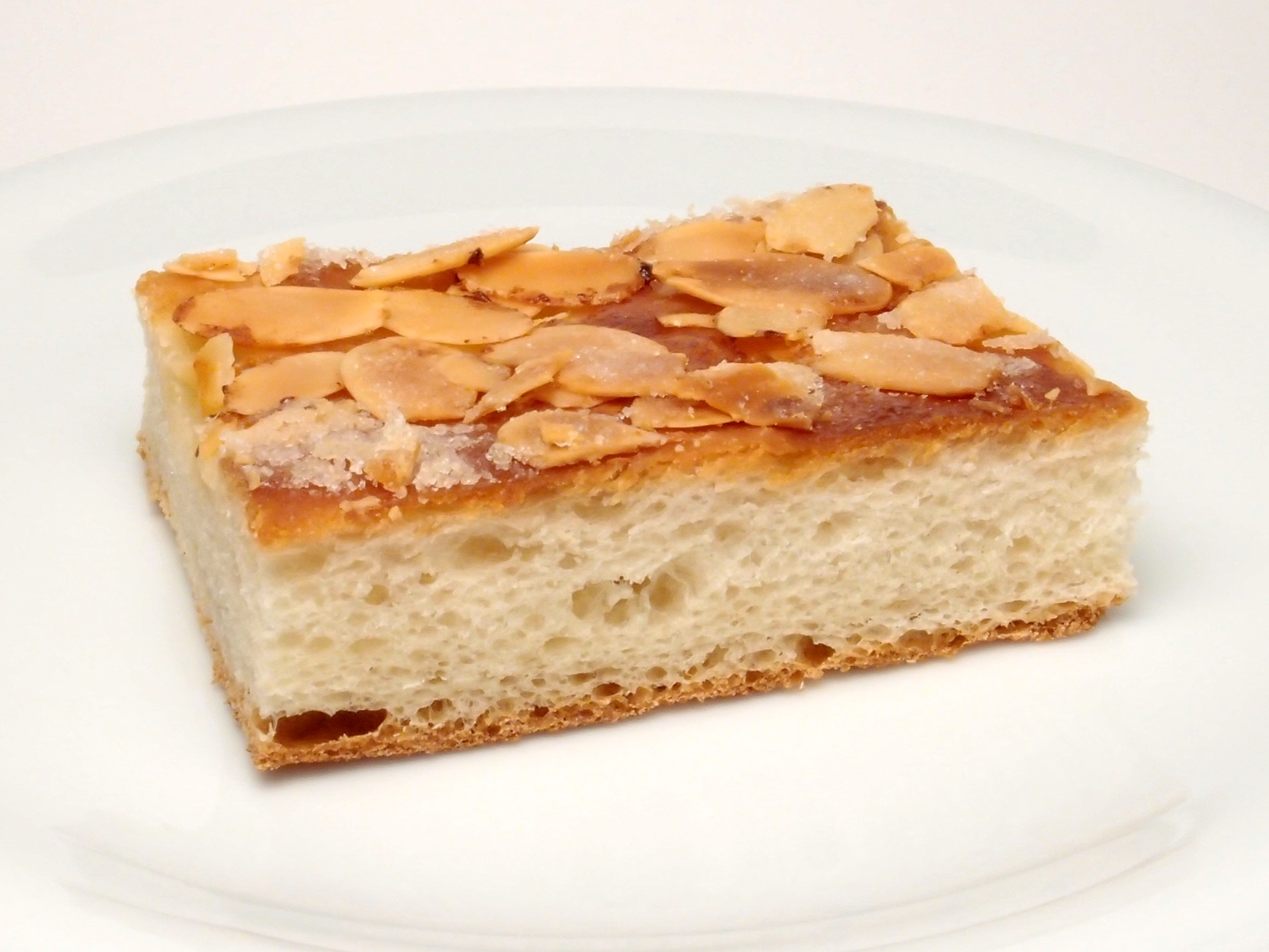
Ein Stück Butterkuchen

Butterkuchen oder Zuckerkuchen (in Mecklenburg und Westfalen auch Platenkuchen) gehört als Blechkuchen zu den „Feinen Backwaren“ und darf als Fett nur Butter enthalten. 

## Begriff und Verbreitung
Beim Butterkuchen enthalten der Hefeteig und die Auflage nach den Leitsätzen des Deutschen Lebensmittelbuchs als Fett nur Butter. Der Butteranteil (Teig einschließlich Auflage) beträgt mindestens 30 kg oder entsprechende Mengen Butterreinfett und/oder Butterfett, bezogen auf 100 kg Getreideerzeugnisse und/oder Stärken. Ein Kuchen, der diese Anforderung nicht erfüllt (etwa weil er ganz oder teilweise mit Margarine statt Butter zubereitet wurde), darf zum Beispiel als „Zuckerkuchen“ verkauft werden.
Der Begriff Butterkuchen ist laut Deutschem Wörterbuch mindestens seit 1693 schriftlich überliefert.
Butterkuchen ist ein beliebter Bestandteil der norddeutschen Kaffeetafel, ebenso ist er in Dänemark bekannt. In Süddeutschland ist er ein Bestandteil der häuslichen Küche und wird auch in Kaffeehäusern angeboten. In Niedersachsen und Westfalen ist der Butterkuchen darüber hinaus auch fester Bestandteil aller wichtigen Familienfeste: Er wird zur Kindstaufe serviert, zur Konfirmation, zur Hochzeit und zur Beerdigung und wird deshalb zuweilen als Freud-und-Leid-Kuchen oder Beerdigungskuchen bezeichnet. In den Niederlanden wird der ähnliche, doch unterschiedliche Boterkoek gegessen. In Sachsen ist er in der nur mit Butter und Zucker belegten Variante seit dem 18. Jahrhundert einfach als Zuckerkuchen bekannt.

## Varianten der Auflage
Die Auflage des Butterkuches besteht aus Butterstückchen und Zucker. Auf dem Teig bilden die Butterflocken nach dem Backen die typischen Kuhlen. Häufig werden geröstete Mandelblättchen oder gehackte Nüsse auf den Kuchen gestreut. Gelegentlich erhält der Kuchen auch Creme- oder Fruchtfüllungen.
Regional wird Butterkuchen statt nur mit Zucker mit einer Zucker-Zimt-Mischung bestreut, in Mecklenburg mit Kardamom gewürzt.

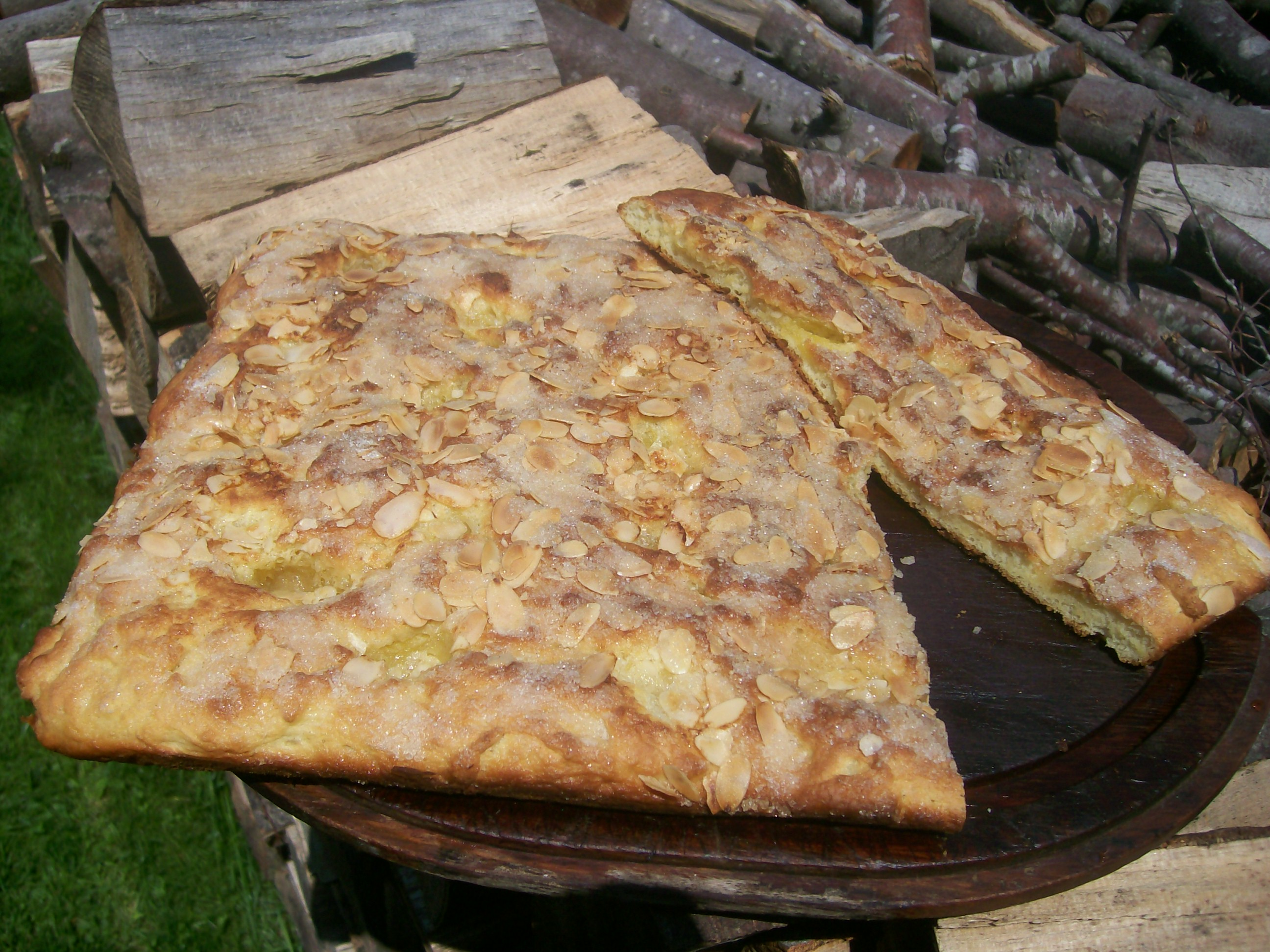
Ganzer Butterkuchen vom Blech

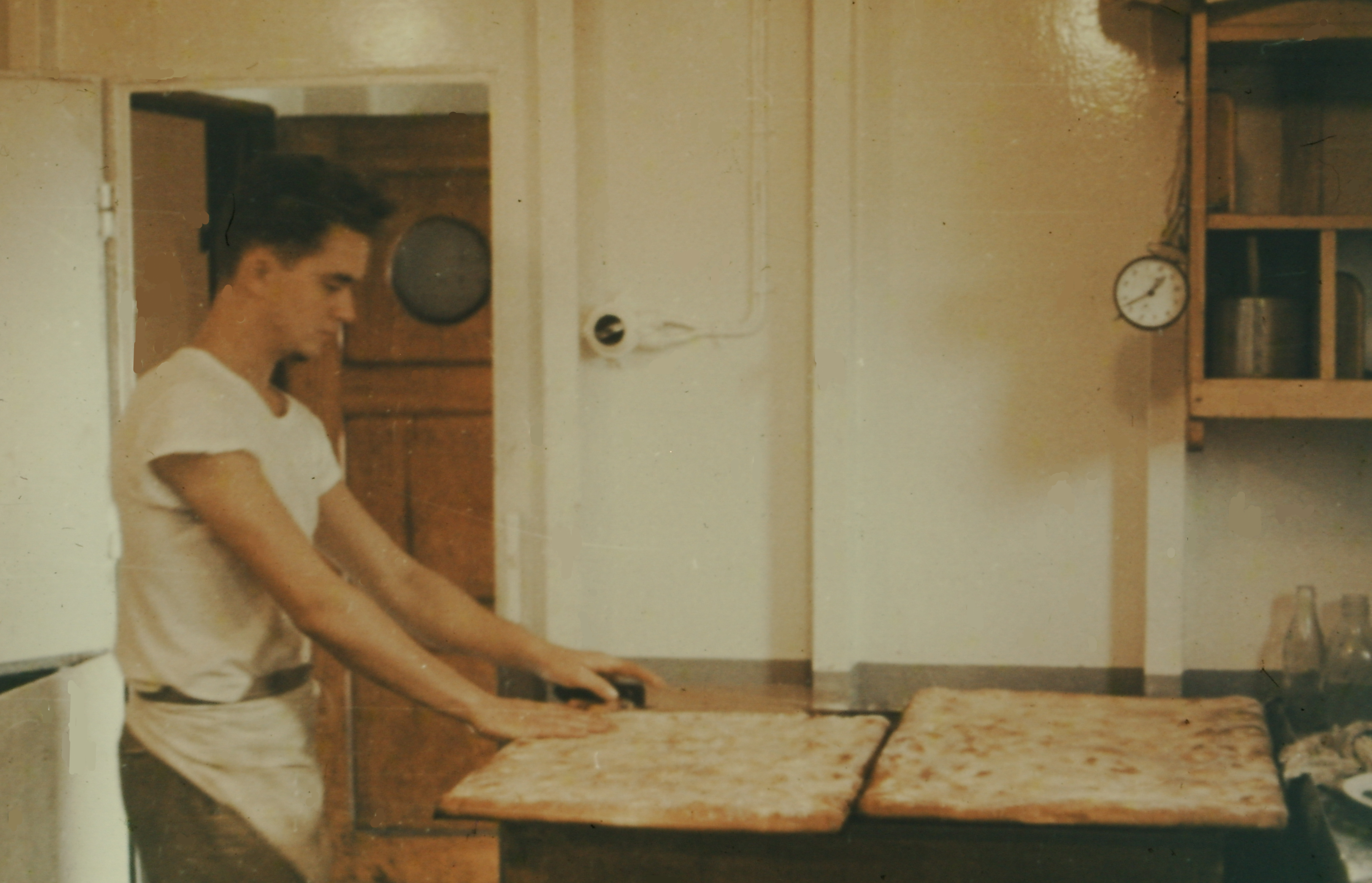
Schiffsbäcker beim Backen von Butterkuchen (an Bord im Jargon als Panzerplatten bezeichnet)